# 焕彩沟石刻
焕彩沟石刻是位于中华人民共和国新疆维吾尔自治区哈密市焕彩沟的一处石刻。焕彩沟石刻三面刻有碑文，其中既有东汉永和时期的碑文，也有唐代贞观年间的碑文，还有清代乾隆时期的碑文。焕彩沟石刻是第八批全国重点文物保护单位、第一批古代名碑名刻文物。

## 石刻的现状
焕彩沟石刻位于中华人民共和国新疆维吾尔自治区哈密市伊州区天山乡道沟村以西的焕彩沟沟口。焕彩沟石刻位于距离哈密市区45千米左右的老哈巴公路东侧。焕彩沟石刻是一块未经过人工造型的长方形天然岩石，形状如横卧在地上的馒头。南北长超过3米，东西1米有余，高不到2米。焕彩沟石刻南侧有隶书碑文，但因风蚀水侵导致石刻表面斑驳不平，大部分字迹漫漶不清，字数及行数也难以识别。不过，该侧右端第一行的十一个字清晰可读，为“唯汉永和五年六月十二日”，第二行有“沙海”二字。其余字迹不可识辨。焕彩沟石刻的北侧也有一些字，然而已然模糊不清，无法辨认。焕彩沟石刻的西侧朝向道路，上有横刻楷书“焕彩沟”三字。这一面的左端有两行楷书文字，末尾一行似有“贞观”二字，其下“十四年六月”五字可以辨认，前一行下方有“唐姜行本”四字，其中“唐”字相对清楚，“姜”字不难辨认，“行本”二字相对模糊。“焕彩沟”三字附近还有一些楷体文字的痕迹，然而基本已被磨平。
1990年，焕彩沟石刻以“焕彩沟汉碑”的名字被列为新疆维吾尔自治区文物保护单位。2019年10月，焕彩沟石刻被列入第八批全国重点文物保护单位。2023年，被列入《第一批古代名碑名刻文物名录》。

## 历史与猜测

### 东汉时期石刻
焕彩沟石刻在清代以前并未被记载，不过石刻上共有东汉、唐代和清代三个时代的石刻。焕彩沟石刻最早的内容出现在东汉永和五年（公元140年）六月十五日。但关于其碑文，清代金石学家们所记载的几乎都不一样。徐松释为“惟汉永和五年六月十五日…臣云中沙南侯”。何绍基引萨迎阿所写《寄尹林农书》中将其释为“惟汉永和三年六月十五日…马云中沙海侯”。陆增祥释为“惟汉永和五年六月十五日伊…马云中沙南侯获字伯…孝”。张之洞释为“惟汉永和三年六月十五日伊吾司马云中沙南侯获字祖奋…孝廉菑邱乌将张掖长…君父字伷…羽林监…次兄字仲德…议郎…井陉安国…”。王树枏释为“惟汉永和三年六月十五日伊…马云中沙南侯获字伯…孝廉…君…字伯…次元字仲…陉安…陶…束…建宁…奚斯…”。因王树枏等人将碑文释为沙南侯，并理解其为《续汉书》中云中郡的沙南县，所以一度称该石刻为“沙南侯碑”，且该称位流传较广。1981年，马雍前往哈密实地考察，认为王树枏错将“沙海”认为“沙南”，且“海”字较为清楚，而“侯”字已完全模糊，故他认为，“沙海”为沙漠瀚海之意而非爵名。除此之外，该石刻还被称为河南侯碑、沙南侯获碑、伊吾司马侯猗题字以及伊吾司马碑。关于石刻的内容，何绍基等人推测为是纪功之刻，如同裴岑纪功碑一般。张之洞等人则认为该石刻是伊吾司马的“纪功德政”之碑。潘祖荫推测此碑内容为永和五年，马续等人率部击破南匈奴句龙王吾斯的战绩。而马雍认为这次战役距离西域很远，应不会产生需要树碑的影响。马雍认为此石刻是为了记录某事而立，然而因为文献不足，无法考究。

### 唐代石刻
焕彩沟石刻的唐代石刻因清代被人另刻“焕彩沟”三字而变的不易辨认。不过依然留有像是“贞观”的字，以及可以辨认的“十四年六月”、“唐姜行本”等字，故可判断该石刻于唐代贞观十四年（公元640年）所刻。《旧唐书》曾提及姜行本磨去班超纪功碑碑文，重新镌刻铭文。而唐时的伊州便是汉时的伊吾，《后汉书》曾有记载班超在永平十六年（公元73年），从匈奴手中夺取伊吾，但并未提及刻碑纪功之事。
马雍认为，姜行本所磨之碑便是位于焕彩沟的石碑，而非班超所刻之碑。其原因除了班超纪功碑并未在汉代史书中出现外，还因为就算姜行本不好学，或不重视古迹，也不至于把班超的碑文抹去。而且因为焕彩沟石刻的汉代碑文并未出现在史书之中，此石刻正处在峡口当间，四周并未有其他大石头，所以姜行本才将其磨去重新刻碑。另外，传世已久的“姜行本纪功碑”原立于松树塘。马雍认为是贞观十四年（公元640年）姜行本先是在南山口（焕彩沟口）磨去汉代石刻并重新勒铭，后又在山北（松树塘）另外在一块新石碑上勒文。焕彩沟石刻是《旧唐书》误传为班超纪功碑的石刻，但因为姜行本所刻文字大多漫漶不清，而汉永和碑文却依然清晰，所以世人只知汉碑不知唐刻。而且世人仅知道姜行本碑为姜所刻石碑，便将其认为在松树塘发现的石碑是《旧唐书》所叙之碑。

### 清代石刻
到了清代，便有了碑文“焕彩沟”三个楷体汉字。最初焕彩沟名为“棺材沟”，岳钟琪在雍正七年（公元1727年）驻军巴里坤路过此处时，认为天然棺材在路旁并不吉利，遂将其改为“焕彩沟”。石刻上“焕彩沟”三个楷体文字是乾隆十五年（公元1750年）由理藩院笔帖式田辅仁书写而成，后在其中填为红色。道光十五年（公元1835年），萨迎阿派人前往所拓的拓片可能是该石刻最早的拓片。